# Apollinari Semjonowitsch Bondarzew
Apollinari Semjonowitsch Bondarzew (russisch Аполлинарий Семёнович Бондарцев, auch Appollinaris Semenovich Bondartsev; * 5. August 1877 in Kursk; † 24. November 1968 in Leningrad) war ein russischer, später sowjetischer Botaniker, Mykologe und Phytopathologe. Sein botanisch-mykologisches Autorenkürzel lautet „Bondartsev“.

## Leben
Nach dem Schulabschluss in Kursk studierte Bondarzew von 1898 bis 1903 an der Landwirtschaftlichen Abteilung des Rigaer Polytechnischen Instituts, wo unter anderem der Botaniker und Mykologe Fjodor Wladimirowitsch Buchholtz einen großen Einfluss auf seine weitere mykologische Forschung hatte. Bereits 1903 erschien seine erste wissenschaftliche Arbeit mit dem Titel „Pilzliche Parasiten der kultivierten und wildwachsenden Pflanzen aus der Umgebung von Riga“.
Nachdem er zunächst als Gehilfe des Bezirks-Agronomen von Kursk gearbeitet hatte, erhielt Bondarzew 1905 eine Anstellung an der Phytopathologischen Station des Botanischen Hauptgartens in St. Petersburg, die damals von Arthur Louis Arthurovic de Jaczewski geleitet wurde. 1913 wurde die Phytopathologische Station des Botanischen Gartens St. Petersburg zu einer eigenständigen Abteilung; Bondarzew wurde deren Leiter bis zu deren Integration in die „Abteilung Sporenpflanzen“ des Botanischen Instituts 1931. Auch in der neuen Institution forschte Bondarzew weiter, bis er sich 1964 aus der aktiven Arbeit zurückzog.
1934 wurde Bondarzew aufgrund seiner Gesamtpublikationen der Grad eines Dr. der biologischen Wissenschaften verliehen. 1939 wurde er zum Professor ernannt.
Bondarzews Ehefrau Wera Nikolajewna Bondarzewa-Monteverde (1889–1944) sowie seine Tochter Margarita Apollinarijewna Bondarzewa (* 1935) waren bzw. sind Mykologen.

## Forschung
Bondarzew erforschte als Leiter der phytopathologischen Abteilung des Botanischen Gartens in Leningrad auch die Pilzkrankheiten von Kultur- und Feldpflanzen sowie deren Bekämpfung. So hat er unter anderem die Bücher „Pilzerkrankungen von Nutzpflanzen und ihre Kontrolle“ (St. Petersburg, 1912) und „Krankheiten der Pflanzen“ (Handbuch, Leningrad 1927) veröffentlicht. 1914 beschrieb er in einer Arbeit eine Pilzkrankheit an den Blüten des Rotklees. Weitere Pflanzenkrankheiten, denen er sich widmete, sind der Mehltau an Hopfen und Stachelbeere, die Rost- und Brandpilze der Getreidearten sowie die Kohlhernie.
Eines seiner Forschungsgebiete waren holzbewohnende Pilze, über die er in zahlreichen Arbeiten unter anderem als Coautor mit Rolf Singer berichtete. Bereits 1912 veröffentlichte er eine Arbeit über Pilze auf Stämmen verschiedener Baumgattungen in einer Versuchsfläche in Brjansk, in der er drei Arten neu beschrieb und über 115 Arten berichtete. Bondarzew legte 1953 seine Arbeit über die Porlinge im Gebiet der europäischen Sowjetunion und des Kaukasus vor, die 1971 auch in einer englischsprachigen Übersetzung erschien.
In engem Zusammenhang mit seinen Forschungen zu den Porlingen stehen auch seine Arbeiten über holzzerstörende Pilze in Gebäuden, wie dem Hausschwamm. Dieses Problem war von großer praktischer Bedeutung, da diese Pilze in Leningrad als Folge der Blockade während des Zweiten Weltkrieges ein großes Problem darstellten. Bondarzew wirkte als Gutachter und trug wesentlich dazu bei, die Einwohner der Stadt über die Ökologie der Hausschwämme und deren Bekämpfung aufzuklären. 1956 erschien sein farbig illustriertes „Hilfsbuch zum Bestimmen der Hausschwämme“.
Im Übrigen befasste sich Bondarzew mit den Myxomyceten und den Fungi imperfecti und beschrieb aus diesen Gruppen mehr als 30 neue Arten.
Bondarzew ist Autor von über 200 wissenschaftlichen Arbeiten und mehr als 500 kleineren Mitteilungen. Er hat mehr als 130 Arten bzw. Formen neu beschrieben.

## Ehrungen
- Rolf Singer benannte nach Bondarzew die Porlingsgattung Bondarzewia, zu der weltweit mindestens vier Arten zählen, in Europa die Art Bondarzewia mesenterica (Bergporling).
- Orden des Roten Arbeitsbanners (1945)
- Leninorden (1954)
- Verdienter Wissenschaftler der RSFSR (1958)

## Schriften
- Eine neue Krankheit der Blüten des Rotklees im Zusammenhang mit seiner Fruktifikation. Journ. bolestn. rasten. VIII:1-25. (russ. u. dt.)
- Bondarzew, A. S. & Singer, R. 1941. Zur Systematik der Polyporaceen. - Ann. mycol., 39:43-65.
- Bondartsev, A.S. 1953. The Polyporaceae of the European USSR and Caucasia. Izdatelstvo Akademii Nauk SSSR, Moskau-Leningrad, 896 pp.

| Personendaten    | Personendaten                                                                       |
| ---------------- | ----------------------------------------------------------------------------------- |
| NAME             | Bondarzew, Apollinari Semjonowitsch                                                 |
| ALTERNATIVNAMEN  | Bondartsev (botanisches Autorenkürzel); Бондарцев, Аполлинарий Семёнович (russisch) |
| KURZBESCHREIBUNG | russischer Mykologe und Phytopathologe                                              |
| GEBURTSDATUM     | 5. August 1877                                                                      |
| GEBURTSORT       | Kursk                                                                               |
| STERBEDATUM      | 24. November 1968                                                                   |
| STERBEORT        | Leningrad                                                                           |